# Delta de Vênus
Delta de Venus é um livro escrito por Anaïs Nin. Foi publicado pela primeira vez em 1978, e em 1995 foi adaptado para o cinema tendo como realizador Zalman King. O livro lida com diversos temas sexuais, e de como uma mulher pode manter o equilíbrio entre sua vida e seu trabalho - um estudo e descrição da mulher.

## Sinopse
O livro é uma colecção de contos, escrito durante a década de 1940 para um cliente privado conhecido simplesmente como "coleccionador". Esse "coleccionador" contrata Nin, juntamente com outros já bem conhecidos escritores (incluindo Henry Miller), para produzir ficção erótica para seu consumo privado. Apesar de ser dito para deixar linguagem poética de lado e concentrar-se em cenários sexualmente explícitos, Nin foi capaz de criar uma destas histórias literárias que florescem, e uma camada de imagens e ideias para além da pornografia.
As histórias variam em comprimento, algumas tem menos de uma página e outras mais de cem, e estão ligados não só por permissas sexuais, mas também pelo estilo distinto e ótica feminina de Nin.